# Revivalismo islámico

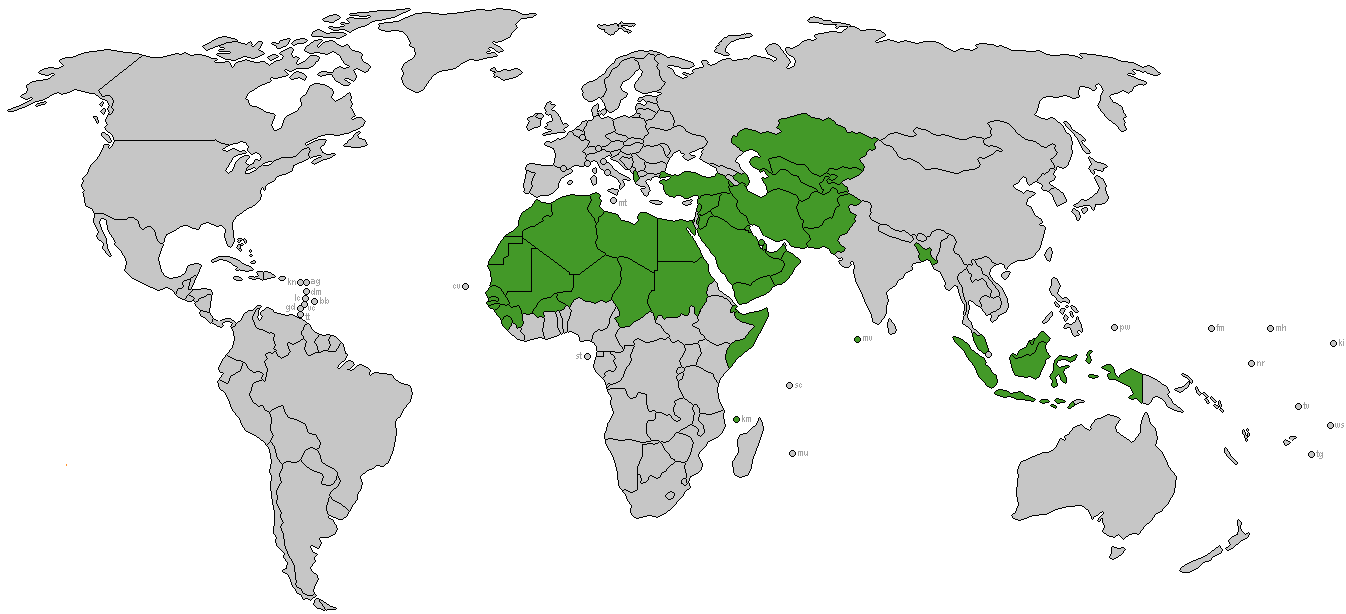
Países actuales con mayoría islámica.

Revivalismo islámico (en árabe: تجديد‎, romanizado: tajdīd, lit. 'regeneración o renovación'; también referido en árabe: الصحوة الإسلامية‎, romanizado: aṣ-Ṣaḥwah l-ʾIslāmiyyah, lit. 'Despertar islámico') es un término político y social que hace referencia a un resurgimiento dentro del islam.
Dentro de la tradición islámica, tajdid ha sido un importante concepto religioso, el cual se manifestado a lo largo de la historia islámica, a través de llamados periódicos por un renovado compromiso hacia los principios fundamentales del Islam y en la reconstrucción de la sociedad, de acuerdo a los establecido por el Corán y a las tradiciones del profeta Mahoma (hadiz). El concepto de tajdid ha cumplido un importante rol dentro del revivalismo islámico contemporáneo.
En la literatura académica, el revivalismo islámico es un término general que abarca «una amplia variedad de movimientos, algunos intolerantes y exclusivistas, y otros pluralistas; algunos a favor de la ciencia y otros anticientíficos; algunos principalmente devocionales, y otros principalmente políticos; algunos democráticos y otros autoritarios; algunos pacíficos y otros violentos».
Desde la década de 1970, surgió un revivalismo islámico en todo el mundo, debido en gran parte a la decepción popular hacia los Estados nacionales seculares y sus élites gobernantes occidentalizadas, que habían gobernado el mundo islámico durante décadas pasadas, los cuales consideraban que se volvían cada vez más autoritarias, ineficaces y carentes de autenticidad cultural. También está motivado bajo el deseo de «restaurar el Islam a la ascendencia en un mundo que se ha distanciado de Dios». El revivalismo ha estado acompañado por el crecimiento de varios movimientos político-reformistas inspirados por el islam (también llamados islamistas), y por la «reislamización» de la sociedad desde arriba y abajo, mediante la realización de manifestaciones que van desde reformas legales basados en la sharía hasta por una mayor piedad y creciente adopción de la cultura islámica (como una mayor asistencia del Hach) entre el público musulmán. Entre los inmigrantes en países no musulmanes, incluye el sentimiento de una «creciente identidad islámica universal» o panislamismo, provocado por la facilidad de comunicaciones, medios y viajes. El revivalismo también ha estado acompañado de la creciente influencia de predicadores fundamentalistas y atentados terroristas, perpetrados por algunas organizaciones radicales islámicas en todo el mundo.
En la historia del islam ha habido numerosos predicadores y ulemas que han sido descritos como revivalistas o muyahidines por diferentes sectas y grupos, entre ellos, Ahmad ibn Hanbal, Ibn Taymiyyah, Shah Waliullah, Ahmad Sirhindi, Muhammad ibn Abd-al-Wahhab, y Muhammad Ahmad. En el siglo XX, figuras como Hasan al-Banna, Malcolm X, y Ruhollah Khomeini, han sido descritos como tales, y los académicos han usado los términos «islamismo» y «revivalismo islámico» sin distinción de ambos. Las corrientes revivalistas contemporáneas incluyen el liberalismo islámico, el cual busca reconciliar las creencias islámicas con los valores modernos; el neosufismo, que cultiva la espiritualidad musulmana; y el neofundamentalismo, la cual enfatiza la obediencia a la ley islámica y la observancia ritual.

## Historia inicial del revivalismo
Dentro de la tradición islámica, tajdid (trans., regeneración, renovación) ha tenido una importante noción dentro de su historia. A comienzos de la era islámica, los musulmanes se dieron cuenta de que no habían logrado crear y sostener una sociedad que verdaderamente cumpliera con los principios de su religión. Como resultado, la historia islámica ha tenido llamado periódicos como un compromiso renovado con los principios fundamentales del islam, y la reconstrucción de la sociedad de acuerdo con el Corán y las tradiciones del profeta Mahoma (hadiz). Estos esfuerzos fueron inspirados a menudo por el hadiz, en el que Mahoma dijo: «Dios enviará a su comunidad a la cabeza de cada siglo, aquellos quienes renovarán la fe por él». A lo largo de la historia islámica, los musulmanes buscaron reformar a sus líderes religiosos para cumplir con el rol de un muyahidín (trans., combatiente o yihadista). Pese a que existen desacuerdos sobre qué clase de individuos podrían ser identificados como tales, los musulmanes coinciden en que los muyahidines han sido una importante fuerza en la historia de las sociedades islámicas.
El movimiento moderno del revivalismo islámico ha sido comparado con esfuerzos anteriores de una naturaleza similar: La «oscila[ción] entre periodos de estricta observancia religiosa y otros de laxitud devocional» en la historia islámica ha sido lo suficientemente impactante para que «el historiador árabe Ibn Jaldún reflexionara sobre sus causas hace 600 años atrás, y especulara con que podría ''atribuirse (...) a las características de la ecología y organización social peculiar del Medio Oriente", es decir, la tensión entre la vida fácil en las ciudades y la vida austera en el desierto.
Algunos de los movimientos revivalistas más famosos se encontraron en las dinastías de los almorávides y los almohades en Magreb y España (1042–1269), el revivalista hindú Ahmad Sirhindi (~1564–1624) de la orden espiritual Naqshbandiyya, el movimiento decimonónico Ahl-i-Hadith, los predicadores Ibn Taymiyyah (1263–1328), Shah Waliullah (1702–1762), y Muhammad ibn Abd-al-Wahhab 1703–1792).
A finales del siglo XIX, Jamal-al-Din al-Afghani, «uno de los reformistas musulmanes más influyentes» de la era, viajó por todo el mundo musulmán abogando por un reformismo islámico y panislamismo. Su acólito Muhammad Abduh ha sido llamado «la figura más influyente» del salafismo moderno. En 1928 Hassan al-Banna fundó Hermanos Musulmanes, la primera organización islamista, siendo uno de los más famosos del mundo. Otros activistas y pensadores revivalistas influyentes son Rashid Rida y Ali Abdel Raziq.
En Asia del Sur, intelectuales y estadistas revivalistas como Syed Ahmed Khan, Muhammad Iqbal, Muhammad Ali Jinnah, quien promovió la teoría de las dos naciones y líder de la Liga Musulmana, establecieron la primera república islámica moderna del mundo: Pakistán. Abul Ala Maududi fue un dirigente posterior a este movimiento que fundó Jamaat-e-Islami. Actualmente es uno de los partidos islamistas más influyentes del subcontinente indio, abarcando tres países (Pakistán, India y Bangladés), aunque estos diferentes partidos nacionales no tienen ningún vínculo organizativo entre sí.
Ya sea que el revivalismo contemporáneo forme parte de un ciclo histórico o no, el experto en historia islámica Michael Cook, ha detectado la singularidad de la estrecha asociación de la comunidad musulmana con su religión, observando que "de todos los principales dominios culturales" del mundo islámico, "parece que han sido los menos penetrados por la irreligión". En las últimas décadas del siglo XX, en vez de que el conocimiento científico y el secularismo se apartaran de la religión, el fundamentalismo islámico ha ''representado cada vez más la vanguardia'' de la cultura musulmana.

## Revivalismo contemporáneo

### Causas
Una gran ola de revivalismo islámico surgió hacia mediados de la década de 1970, generalmente como un rechazo popular hacia las élites gobernantes de sus países, que eran seculares y prooccidentales, y que con el tiempo se han vuelto cada vez más autoritarias e incompetentes, además de ser vistas como símbolos de decadencia cultural. También surgió en rechazo a influencias occidentales como el individualismo, el consumismo, la mercantilización de las mujeres y la libertad sexual, que eran vistos como una subversión de los valores e identidades islámicas. Los factores económicos y demográficos, la recesión en el desarrollo económico, el aumento de la desigualdad de ingresos y la disminución de una movilidad social, el ascenso de una juventud educada bajo expectativas de mayor movilidad ascendente, y la urbanización del mundo islámico también desempeñaron un importante papel en este proceso.  En general, un factor importante fue la brecha entre el aumento de expectativas y la realidad en muchos habitantes del mundo islámico. Otro gran factor fueron los ingresos monetarios obtenidos por el petróleo del Golfo, en un fenómeno conocido como Petro-Islam.
Las razones anteriores han sido generalmente aceptadas como las principales causas del revivalismo islámico. También hubo eventos políticos que proclamaron el revivalismo. Los principales puntos de inflexión históricos en el revivalismo islámico incluyen, en orden cronológico:
- La derrota de los árabes en la Guerra de los Seis Días contra Israel en 1967, ayudó a convencer a muchos musulmanes de que el panarabismo no cumplió sus promesas. Según una evaluación común ofrecida en ese período, «los judíos habían merecido la victoria por ser más fieles a su religión que los árabes a la suya». Después de un periodo de introspección y aumento del discurso religioso, la guerra de Yom Kipur de 1973, se libró más en nombre del Islam que del panarabismo y se vio que el mayor éxito de los ejércitos árabes validaba el cambio.[17]
- La crisis energética durante la década de 1970, que condujo a la creación de la Organización de Países Exportadores de Petróleo (OPEP) y cuadruplicó el precio del petróleo. Al principio, esto llevó a una expectativa de que la riqueza petrolera podría llevar al tan esperado resurgimiento de la civilización islámica, y cuando esto no se materializó, la creciente frustración hacia los regímenes seculares hizo que el público se volviese más receptivo al fundamentalismo religioso.[18][19] El académico Gilles Kepel, confirma que la triplicación del precio del petróleo hacia mediados de la década de 1970 y la progresiva adquisición estatal de Saudi Aramco entre 1974 y 1980, proporcionaron la fuente de una vasta influencia del wahabismo en el mundo musulmán, en el fenómeno llamado Petro-Islam.
- La inauguración del primer banco islámico en Dubái.[16]
- El creciente aumento de muyahidínes durante la guerra de Afganistán desde 1978. Los muyahidínes fueron los principales beneficiados del Petro-Islam y, en última instancia, darían paso al surgimiento de Al Qaeda.
- Muhammad Zia-ul-Haq, dictador de Pakistán entre 1978 y 1988, impuso el uso de la sharia en todos los aspectos de la sociedad pakistaní.
- El regreso del ayatolá Jomeini hacia Irán en 1979, y el establecimiento de una república islámica.
- El incidente de la Gran Mezquita de 1979.
- El establecimiento de muchos bancos islámicos en Turquía hacia mediados de la década de 1980, y el reconocimiento estatal de dichos bancos.

### Manifestaciones
El revivalismo se ha manifestado mediante actos de mayor piedad y una creciente adopción de la cultura islámica entre los musulmanes promedios. Entre las décadas de 1970 y 1980, se vio a una mayor cantidad de mujeres usando velo (tanto de forma voluntaria como forzada). Otro claro ejemplo fue el incremento de la asistencia al Hach, el peregrinaje anual hacia La Meca, que si en 1926 contaba aproximadamente con 90 000 peregrinos, para 1979 había crecido hasta los dos millones de peregrinos.
Dentro de las corrientes revivalistas predomina el neofundamentalismo, que pone el énfasis en la obediencia a la ley islámica y la observancia ritual. También ha habido revivalistas cercanos al liberalismo islámico, quienes intentan establecer una reconciliación entre las creencias islámicas con los valores contemporáneos y el neosufismo, encargada de cultivar la espiritualidad musulmana: Numerosos movimientos revivalistas tienen una orientación de construcción comunitaria, centrándose en el culto colectivo, la educación, la caridad o la sociabilidad pura y simple. Muchos movimientos locales han estado vinculados con organizaciones locales o transnacionales, las cuales patrocinan actos de caridad, educacionales y misioneras.
Otro gran número de movimientos revivalistas han abogado la implementación de la sharia. Las implicaciones prácticas de este llamado son usualmente oscuras, ya que históricamente la ley islámica ha variado según el tiempo y el lugar donde se aplica, pero como eslogan ideológico sirve ''para obtener apoyo para la creación de un gobierno divino, estado islámico y sociedad utópica''.

Según el experto Olivier Roy:
«El llamado al fundamentalismo, centrado en la sharia: este llamado es tan antiguo como el mismo Islam, y sigue vigente porque nunca se ha cumplido. Esto es una tendencia está siempre posicionando al reformador, al censor y al tribunal contra la corrupción de su era y sus soberanos, contra la influencia extranjera, el oportunismo político, la laxitud moral y el olvido de los textos sagrados.»
Revivalistas islámicos contemporáneos incluyen un sentimiento de una ''creciente identidad islámica universal'', que usualmente es compartida por los inmigrantes musulmanes y sus hijos que viven en países no islámicos. Según Ira Lapidus:
«El incremento de la integración de las sociedades globales por la mejora de las comunicaciones, los medios, los viajes y la migración, hacen significativo el concepto de un solo Islam practicado por todos bajo similares vías, y un islam que trasciende las costumbres nacionales y étnicas.»
Pero no necesariamente organizaciones políticas o sociales de corte internacional:
«La identidad musulmana global no necesariamente implica o incluso implica una acción grupal organización. Aunque incluso los musulmanes reconocen una afiliación global, el verdadero corazón de una vida religiosa musulmana permanece fuera de la política – en asociaciones locales de culto, discusión, asistencia mutua, educación, caridad, y otras actividades comunitarias.»

### Ulemas y fiqh
Los líderes revivalistas islámicos han sido «activistas primero, ulemas solo secundariamente». Según Daniel W. Brown, dos "características generales" definen el enfoque revivalista de las autoridades islámicas: la desconfianza de la erudición islámica junto con el ''profundo rechazo'' del taqlid (aceptar la decisión de un ulema sin investigarla o dudar de ella); y al mismo tiempo, un fuerte compromiso con el Corán y el Sunna.

### Aspectos políticos
Políticamente, el revivalismo islámico abarca la gama de regímenes islámicos en Irán, Sudán y Afganistán cuando estuvo regida por los talibanes. Otros regímenes, como los países del Golfo Pérsico y países seculares como Irak, Egipto, Libia, y Pakistán, que si bien no son producto del revivalismo, han realizado algunas concesiones ante su creciente popularidad.
En respuesta a la oposición islamista durante la década de 1980, incluso los estados musulmanes seculares «se esforzaron por promover una rama del conservadurismo islámico, y organizar un "Islam oficial"». Tras ello, se inauguraron numerosos periódicos y emisoras de radio donde se hacían predicaciones abiertamente fundamentalistas.
En 1971, entró en vigencia la Constitución de Egipto, donde específica (en el artículo 2) que la sharia era "la principal fuente de legislación". En 1991 la Corte de Seguridad de Egipto condenó al escritor Ala'a Hamid a ocho años de prisión por blasfemia. Hacia mediados de la década de 1990, el periódico islámico oficial de Egipto Al-Liwa al-Islami llegó a tener una circulación superior a la de Al-Ahram, que llevaba décadas siendo el diario más leído del país. El número de "institutos de enseñanza dependientes" de la Universidad de Al-Azhar en Egipto pasó «de 1985 institutos entre 1986 y 1987, a 4314 entre 1995 y 1996».
En Pakistán, se presentó un proyecto de ley para que la sharia se convirtiera en la fuente exclusiva de la ley del estado, introducida tras el golpe de Estado de 1977 por el general Zia ul-Haq, la cual fue finalmente aprobada en 1993, durante el gobierno de Nawaz Sharif. Si para 1947 había un total de 137 madrasas a nivel nacional, para 1995 había aumentado a 3906 madrasas.
En 1983, Sudán aprobó la aplicación de la sharia como código penal nacional. El extinto Yemen del Sur (anteriormente República Democrática Popular de Yemen) legalizó la poligamia con un nuevo Código de Familia en 1992.
En Argelia, el partido gobernante secularista y de izquierdas, Frente de Liberación Nacional, convirtió el viernes en día sagrado oficial en 1976. El código de familia de 1984 ''reintrodujo algunos elementos de la sharia'', como la disimetría coránica entre hombres y mujeres, y la política nacional de arabización condujo a una islamización de facto en la educación argelina.
En la Turquía secular, la enseñanza religiosa en las escuelas se hizo obligatoria en 1983. Los graduados religiosos de las escuelas secundarias İmam Hatip recibieron el derecho de acceder a las universidades, y se les permitió solicitar puestos en el servicio público, presentándose como individuos de mentalidad religiosa.
Incluso durante los gobiernos de orientación marxista en Afganistán, antes de su derrocamiento, introdujeron programas religiosos en la televisión en 1986, y en 1987, declararon el islam como religión oficial del Estado.
En Marruecos, hacia finales de la década de 1990, se escribieron más doctorados sobre ciencias religiosas que en ciencias sociales y literatura. En Arabia Saudita, la inmensa mayoría de los doctorados fueron en ciencias religiosas.
En Siria, a pesar de estar regida por el nacionalista Partido Baaz Árabe Socialista:

Por primera vez, el régimen celebró el nacimiento del Profeta con más regocijo que el aniversario del partido gobernante. Las vallas publicitarias que una vez decían 'progresividad y socialismo' han sido reemplazadas por nuevos anuncios, tales como: 'Oren por el Profeta y no olviden mencionar a Dios'. El Presidente Bashar al Asad había aprobado recientemente la primera universidad islámica de Siria, así como tres bancos islámicos. Y Mohammed Habash, jefe del Centro de Estudios Islámicos, había sido invitado a dar una charla sobre Islam en la academia militar de Siria, donde las oraciones habían estado prohibida desde hace 25 años (...) En la década de 1980, una clara minoría de mujeres vestían hijab o modesta vestimenta islámica. En 2006, una mayoría visible de mujeres en las ciudades más modernas habían usado esas vestimentas.
Robin WrightDreams and Shadows: the Future of the Middle East

En numerosos países islámicos, ha habido un alza en las redes de escuelas religiosas. "Los graduados que poseen un título en ciencias religiosas están ahora ingresando al mercado laboral y tienden, por supuesto, a abogar por la islamización de la educación y la ley, afín de mejorar sus perspectivas laborales."
En Irak, Ayatolá Mohammad Baqir al-Sadr criticaba el marxismo y el capitalismo, y presentó ideas tempranas de una alternativa islámica que suplantará ambos sistemas. Una de sus principales obras que aborda ese tema es el Iqtisaduna (Nuestra Economía), considerado como una de las obras más importantes relacionadas con la economía islámica.

### Críticas
Una observación realizada de la islamización es que el aumento de la piedad y adopción de la sharia «no ha cambiado de ninguna manera las reglas del juego político o económico», al conducir a una mayor virtud. La «segmentación étnica y tribal, las rivalidades personales» no han disminuido, como tampoco han disminuido la corrupción en la política y la economía basada en la especulación.